# Aeroporto Internacional da Cidade do Cabo
O Aeroporto Internacional da Cidade do Cabo (IATA: CPT, ICAO: FACT) é um aeroporto na Cidade do Cabo, África do Sul. Este aeroporto é um hub da South African Airways. O Aeroporto Internacional da Cidade do Cabo é o segundo maior da África do sul, atrás do Aeroporto Internacional de Johannesburgo, o terceiro maior da África e terceiro maior em desembarque de turistas na África. Até a metade da década de 1990 o aeroporto se chamou DF Malan Airport, do nome do primeiro-ministro Daniel François Malan.

## Terminais
O AICC possui 5 terminais:
- Desembarques internacionais
- Partidas internacionais
- Desembarques domésticos
- Partidas domésticas, pela South African Airways
- Partidas domésticas por outras companhias

Os terminais estão dispostos numa linha adjacente à rua interna do aeroporto, e estão a uma distância razoável unas de outras para circular entre elas caminhando. Atualmente, só o terminal internacional conta com passarelas de acesso a aeronaves. No aeroporto sendo realizadas contínuas melhoras devido ao rápido aumento do turismo e das viagens de negócios, além de preparar-se para a Copa Mundial da FIFA África do Sul 2010.

## Estatísticas
Em 2007, o Aeroporto Internacional da Cidade do Cabo teve um movimento de 8,320,000 passageiros ( 12,9% em relação a 2003), e 92.315 voos.

## Linhas aéreas e destinos
- 1Time (Durban, East London, Johannesburg)
- Air Botswana (Gaborone, Maun)
- Air Mauritius (Mauritius)
- Air Namibia (Luderitz, Oranjemund, Walvis Bay, Windhoek-Eros, Windhoek-Hosea Kutako)
- British Airways (London-Heathrow)
  - British Airways operated by Comair (Durban, Johannesburg)
- Delta Air Lines (Dakar, New York-JFK)
- Emirates Airlines (Dubai)
- Kulula.com (Durban, George, Johannesburg, Lanseria, Port Elizabeth)
- KLM Royal Dutch Airlines (Amsterdam)
- LTU International (Düsseldorf, Munich)
- Lufthansa (Frankfurt)
- Malaysia Airlines (Buenos Aires-Ezeiza, Kuala Lumpur)
- Mango (Bloemfontein, Durban, Johannesburg)
- Nationwide Airlines (Durban, Johannesburg, Kruger-Mpumalanga Int'l, Port Elizabeth)
- Qatar Airways (Doha)
- Singapore Airlines (Singapore)
- South African Airways (Durban, Frankfurt, Johannesburg, London-Heathrow)
  - South African Airlink (George, Kimberley, Nelspruit, Upington)
  - South African Express (Bloemfontein, East London, Gaborone, Maputo, Port Elizabeth, Walvis Bay, Windhoek-Hosea Kutako)
- TAP Air Portugal (Lisboa)
- Turkish Airlines (Istanbul-Atatürk)
- Virgin Atlantic Airways (London-Heathrow)

## Ampliação
No Aeroporto Internacional da Cidade do Cabo estão em andamento importantes obras de renovação e ampliação a um custo total de 1,3 bilhão de rands para satisfazer aos 14 milhões de passageiros que se esperam para 2015. O novo Terminal Internacional já foi concluído, o primeiro dos dois estacionamentos para automóvel é habilitado e adjacente ao Terminal Doméstico. O segundo estacionamento começará a ser construído em abril de 2007 e estará localizado em frente do Terminal Internacional, provendo estacionamento adicional para 2500 automóveis. O único acesso ao aeroporto será reconfigurado para oferecer um acesso de dois níveis, o acesso do nível inferior para as chegadas e o do nível superior para as saídas. Isto incrementará a capacidade do aeroporto e alterará significativamente o seu aspecto. As obras já estão em curso e se espera que sejam finalizadas em 2009. Os Terminais Domésticos estão recebendo uma completa reforma conjuntamente com um novo edifício para o terminal central a um custo de 900 milhões de rands, ligando os terminais internacional e doméstica. O Terminal Doméstico será renovado e expandido, com o Terminal Central que permitirá operar um maior número de voos (tanto internacionais como domésticos, já sejam partidas ou desembarques). Complementando o incremento na capacidade, pontes de embarque de vidro adicionais serão agregados para facilitar o acesso direto aos aviões.

## Administração
O Aeroporto Internacional da Cidade do Cabo é administrado por Airports Company South Africa, o qual é responsável pelos principais aeroportos da África do Sul. Dantes da formação de Airports Company South Africa, todos os aeroportos eram geridos diretamente pelo Estado. O Departamento de Transporte continua sendo o acionista majoritário na empresa